# Hesperalbizia
Hesperalbizia es un género monotípico de árbol perteneciente a la familia de las fabáceas.  Su única especie: Hesperalbizia occidentalis, es originaria de  México.

## Taxonomía
Hesperalbizia occidentalis fue descrita por (Brandegee) Barneby & J.W.Grimes y publicado en  Memoirs of the New York Botanical Garden 74(1): 112. 1996
Sinonimia
- Albizia obliqua Britton & Rose
- Albizia occidentalis Brandegee	basónimo
- Albizia plurijuga (Standl.) Britton & Rose
- Albizzia obliqua Britton & Rose
- Albizzia plurijuga (Standl.) Britton & Rose
- Leucaena plurijuga Standl.[3]